# Neastacilla sheardi
Neastacilla sheardi är en kräftdjursart som först beskrevs av Hale 1946.  Neastacilla sheardi ingår i släktet Neastacilla och familjen Arcturidae. Inga underarter finns listade i Catalogue of Life.